# Koch-Gletscher
Der Koch-Gletscher ist ein 5 km langer Gletscher im Süden der Brabant-Insel im Palmer-Archipel vor der Westküste der Antarktischen Halbinsel. Er fließt unmittelbar östlich des Jenner-Gletschers in südlicher Richtung zur Chiriguano Bay.
Der Gletscher erscheint namenlos auf einer argentinischen Landkarte aus dem Jahr 1953. Fotografiert wurde er zwischen 1956 und 1957 durch die Hunting Aerosurveys Ltd. Diese Luftaufnahmen dienten der Kartierung im Jahr 1959. Das UK Antarctic Place-Names Committee benannte den Gletscher 1960 nach dem deutschen Mediziner und Mikrobiologen Robert Koch (1843–1910), dem Entdecker des Tuberkelbazillus’.